# Margaritone Aretino

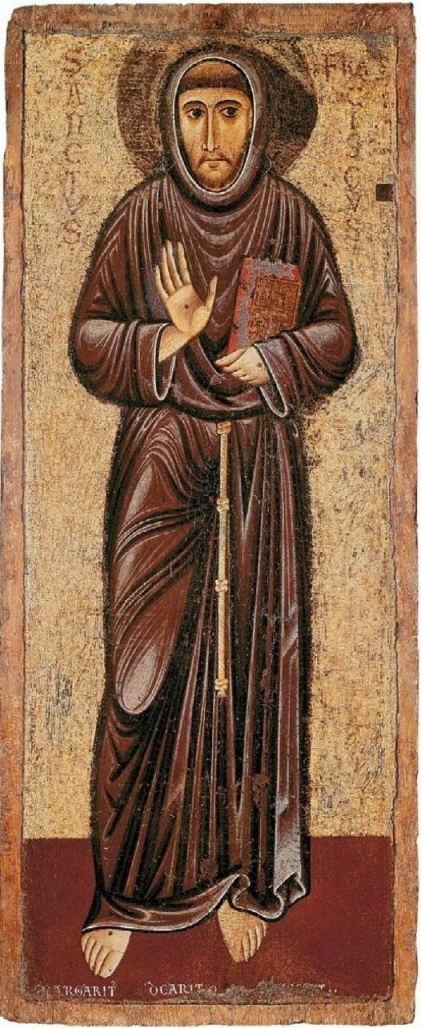
São Francisco de Assis

Margarito ou Margaritone d'Arezzo (c. 1250 — 1290) foi um pintor italiano de Arezzo
.
Pouco se sabe sobre sua cida. O único registro documentado de sua vida data de 1262, quando viveu em Arezzo. Incomum para a época, a maioria de suas obras são assinadas. Trabalhou em Arezzo e em outros lugares da Toscana. Sua biografia está na obra Vidas, de Giorgio Vasari.

## Ver também

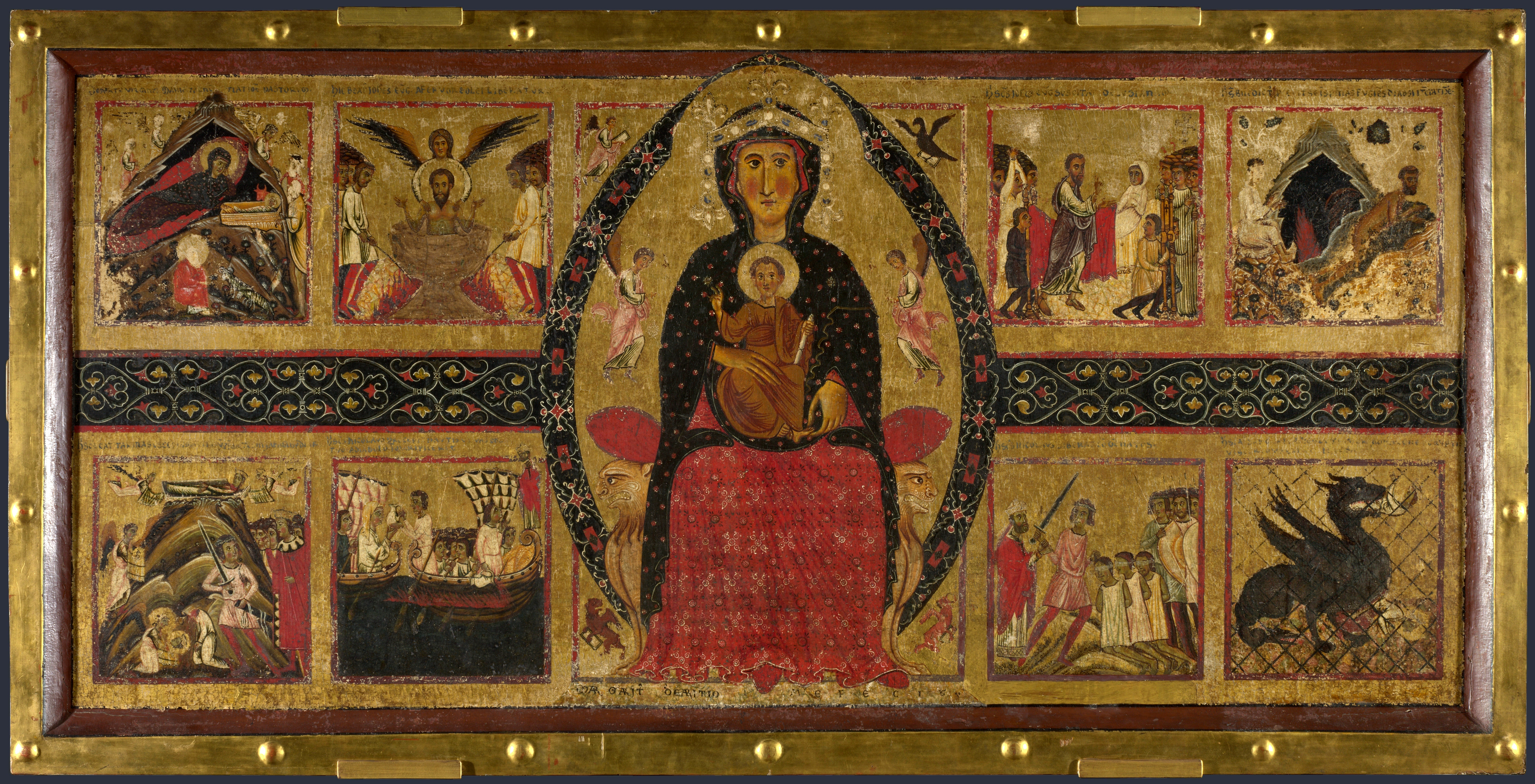